# مانوئلا شولت آلبرت
مانوئلا شولت آلبرت (انگلیسی: Manuela Schultealbert؛ زادهٔ ۱۵ ژانویهٔ ۱۹۷۳) بازیکن فوتبال اهل آلمان است.
وی همچنین در تیم ملی فوتبال زنان آلمان بازی کرده‌است.